# Bobby Allain
Bobby Allain, né le 28 novembre 1991 à Clamart en France, est un footballeur franco-britannique. Il est français par son père et écossais par sa mère. Il évolue au poste de gardien de but avec le club du Grenoble Foot 38.

## Biographie
Né de parents sourds, Bobby est un Coda. Il commence le football en région parisienne, passant par Montrouge en 14 ans fédéraux puis par l'ACBB en 16 ans fédéraux. Il a la particularité de ne pas être passé par un centre de formation durant sa jeunesse.

### Débuts professionnels
Alors qu'il doit signer à Créteil en 18 ans DH, il part effectuer un essai au Clyde Football Club en Écosse, soutenu par son oncle, politicien local. Il y reste sept mois mais n'y joue que très peu, gêné par une blessure. À la suite d'un essai infructueux avec les Rangers, il rentre finalement en France et s'engage avec l'Union sportive d'Ivry, où il joue trois matchs en CFA (D4). Par la suite, lors de l'été 2011, il signe gratuitement avec le club du Red Star où son oncle Xavier Perez évoluait dans les années 1970-1980. Il joue avec cette équipe un total de 12 matchs dans le championnat de National (D3).

### Découverte de la Ligue 1 avec Dijon
Le 14 août 2016, il s'engage en faveur du Dijon FCO pour une durée de 3 ans, afin de renforcer l'équipe réserve, pour un montant de 100 000 €. Il effectue finalement ses débuts professionnels avec Dijon lors d'une victoire trois à un en Coupe de la Ligue sur le SM Caen, le 31 octobre 2018. À la suite des départs de Benjamin Leroy et Baptiste Reynet, il devient numéro 2 dans la hiérarchie lors de la saison 2018-2019. Alors que le club est en panne de résultats, il est titularisé à 13 reprises entre la 16e et la 29e journée de Ligue 1 avant qu'Antoine Kombouaré ne réitère sa confiance à Rúnar Alex Rúnarsson à la suite d'une grossière boulette contre l'EA Guingamp (défaite 1-0), qui offrit les 3 points au club breton lors d’un match capital pour le maintien. Titulaire lors du barrage retour contre le RC Lens et malgré le maintien du club en Ligue 1, il se retrouve libre au terme de la saison, son contrat arrivant à échéance.

### Olympiakos
Le 24 juillet 2019, il s'engage avec le club grec de l'Olympiakos pour 2 ans où il y devient la doublure de José Sá. Préposé à uniquement disputer les coupes nationales, il se blesse en février alors que le titulaire du poste est également indisponible.

### Suède, Corse et Grèce
Libre depuis son départ de l'Olympiakos, il s'engage avec le club suédois d'Örebro fin décembre 2020. Après un passage au club de Dalkurd FF, toujours en Suède, il signe à l'été 2022 au Gazélec Ajaccio, en National 3, avec pour projet de faire remonter le club. Le 30 janvier 2023, le tribunal de commerce d’Ajaccio place le club insulaire en liquidation judiciaire pour de graves difficultés financières. En février 2023, il reprend la direction de la Grèce et du Ionikos Nikaia.

### Grenoble Foot 38
Mis à l'essai par le Grenoble Foot 38, celui-ci s'avère concluant et il s'engage pour un an avec le club isérois pour y être la doublure de Brice Maubleu. Il y pallie notamment le départ d'Esteban Salles vers l'US Concarneau.

### Temps libre
Bobby est l'entraîneur des gardiens de l'équipe de France des sourds.

## Palmarès
- Red Star
  - Champion de France de National (D3) en 2015

- Olympiakos
  - Champion de Grèce en 2020
  - Vainqueur de la Coupe de Grèce en 2020 (en)